# ウイークエンド関西
『ウイークエンド関西』（ウイークエンドかんさい）は、NHK大阪放送局が近畿2府4県に向けて総合テレビで放送している『NHKニュースおはよう日本』の地域情報番組である。

## 概要

### 1992年度 - 2009年度
- 朝の全国ニュース番組『NHKニュースワイド』や『NHKモーニングワイド』が放送されていた頃、土曜7:30以降のローカル枠は平日と同タイトル（『ニュースワイドきんき』→『NHKモーニングワイドきんき』）の時間拡大版として放送されていたが、1992年4月に『ウイークエンドきんき』として独立。その後1997年4月の「きんき」から「関西」へのエリア呼称変更に伴い、現タイトルとなる。新聞番組表では「WE関西」とクレジットされることが多い。
- 土曜日が祝日と重なった場合は休止し、『NHKニュースおはよう日本』の祝日特集を東京から放送する。重大な事件や災害が発生した時やオリンピック期間中は、放送時間が短縮もしくは放送が休止され、『NHKニュースおはよう日本』が特別編成となる。

### 2010年度 -
- 『連続テレビ小説』の15分繰り上げに伴い、13分短縮の8時で終了となったため、スポーツコーナーは廃止された（ただし、特集コーナー「ウイークエンドEYE」で不定期にスポーツの話題を取り上げている）。また、それまでは女性キャスターと気象担当の2名体制だったが、これに男性アナウンサーがサブキャスターとして追加され3名体制となった。これに伴い、これまでニュースは金曜深夜・土曜早朝宿直担当者の持ち回りだったのが、男性サブキャスターの固定担当となった。2019年度からは男性キャスターと気象担当の2名体制になり、ニュースもこの2名が担当する。

## 番組進行
2020年2月現在
- 7:31 関西の気象情報
- 7:32 関西のニュース・交通情報
  - 7:37 道路の情報は日本道路交通情報センター大阪センター （大阪市北区・曽根崎警察署内）より中継
- 7:38 西日本の旅、ウイークエンド中継、ノッて♪行こうなどの週替わり企画
- 7:47 おでかけピックアップ
- 7:52 関西の気象情報
- 7:59 エンディング

2009年度までは以下の通り。
- 7:31 気象ウオッチ
- 7:32 お天気カメラより関西各地を中継
- 7:35 関西の今朝のニュースと交通情報
  - 7:39 道路の情報は日本道路交通情報センター大阪センターより中継
- 7:41 気象情報 （今日の天気）
- 7:43 ウイークエンド・スポーツ
- 7:51 中継
- 7:56 西日本の旅 （西日本ブロックネット番組）
- 8:06 気象情報、気象ひと口メモ （「西日本の旅」のリポーターがスタジオゲストの場合は気象情報のみ）
- 8:11 ウイークエンド情報

## 出演者

### 2025年度の出演者
- 伊藤雄彦（2020年度 - ）
- 垂水千佳（気象予報士・2018年度 - ）
- 斉藤雪乃（コーナー担当・月1回・2019年度 - ）
- 関西2府4県の各局（大阪局・京都局・神戸局・奈良局・大津局・和歌山局）のアナウンサー・リポーターから1人

### 歴代の主な出演者
```
２００４年度以降の出演者
```

|          |           | メインキャスター | メインキャスター | 天気キャスター | コーナー担当 (ゲスト) |
| -------- | --------- | ---------------- | ---------------- | -------------- | --------------------- |
| 2004.4.3 | 2006.3.25 | 藤井彩子         | 藤井彩子         | 吉村真希       | （不在）              |
| 2006.4.1 | 2008.3.29 | 西堀裕美         | 西堀裕美         | 吉村真希       | （不在）              |
| 2008.4.5 | 2010.3.27 | 朝山くみ         | 朝山くみ         | 吉村真希       | （不在）              |
| 2010.4.3 | 2012.3.31 | 朝山くみ         | 吉田浩           | 吉村真希       | （不在）              |
| 2012.4.7 | 2013.3.30 | 中嶋梓           | 吉田浩           | 吉村真希       | （不在）              |
| 2013.4.6 | 2014.3.29 | 中嶋梓           | 原大策           | 吉村真希       | （不在）              |
| 2014.4.5 | 2016.3.26 | 横尾泰輔         | 中嶋梓           | 吉村真希       | （不在）              |
| 2016.4.2 | 2017.3.25 | 横尾泰輔         | 田代杏子         | 黒木愛子       | （不在）              |
| 2017.4.1 | 2018.3.31 | 井田香菜子       | 松苗竜太郎       | 黒木愛子       | （不在）              |
| 2018.4.7 | 2019.3.30 | 井田香菜子       | 松苗竜太郎       | 垂水千佳       | （不在）              |
| 2019.4.6 | 2020.3.28 | 近田雄一         | 近田雄一         | 垂水千佳       | 斉藤雪乃              |
| 2020.4.4 | 現在      | 伊藤雄彦         | 垂水千佳         | 垂水千佳       | 斉藤雪乃              |

- 藤井彩子（メインキャスター／2004年4月～2006年3月）
- 西堀裕美（メインキャスター／2006年4月～2008年3月）
- 朝山くみ（メインキャスター／2008年4月～2012年3月）
- 吉田浩（メインキャスター／2010年4月～2013年3月）
- 中嶋梓（メインキャスター／2012年4月～2016年3月）
- 原大策（メインキャスター／2013年4月～2014年3月）
- 吉村真希（天気キャスター／2004年4月～2016年3月）
- 横尾泰輔（メインキャスター／2014年4月～2017年3月）
- 田代杏子（メインキャスター／2016年4月～2017年3月）
- 井田香菜子（メインキャスター／2017年4月～2019年3月）
- 黒木愛子（天気キャスター／2016年4月～2018年3月）
- 松苗竜太郎（メインキャスター／2017年4月～2019年3月）
- 近田雄一（メインキャスター／2019年4月～2020年3月）

```
番組開始から２００３年度までの出演者
(判明している範囲で記載)
```

- 服部静枝（1993年4月3日 - 1997年3月29日）
- 佐藤誠（1993年4月3日 - 1995年3月25日）
- 黒崎めぐみ（2000年4月1日 - 2001年3月31日）
- 福井弓子（2001年4月7日 - 2002年3月30日）
- 秋野由美子（2003年4月5日 - 2004年3月27日）

## 関連番組
- 「NHKニュースおはよう関西」 - 平日 7:45 - 8:00 に放送。
- 「ノッて♪行こうスペシャル」 - 当番組の人気鉄道コーナーのスピンオフ企画として制作。2021年3月14日ほか[1][2]（不定期）。